# 四女子町
四女子町（しにょしちょう）は愛知県名古屋市中川区にある町名。現行行政地名は四女子町1丁目から四女子町4丁目と6つの小字。住居表示未実施。

## 地理
名古屋市中川区の北東部に位置し、東に富船町、西に宗円町、南に蔦元町と太平通と好本町、北に中京南通、北西に南脇町と接する。

## 歴史

### 沿革
- 1889年（明治22年）10月1日 - 合併により、愛知郡松葉村大字四女子となる[5]。
- 1906年（明治39年）5月10日 - 合併により、愛知郡常磐村大字四女子となる[5]。
- 1921年（大正10年）8月22日 - 合併により、名古屋市中区四女子町となる[5]。
- 1937年（昭和12年）10月1日 - 中川区編入により、同区四女子町となる[5]。
- 1960年（昭和35年）3月20日 - 小本町・長良町の各一部を編入する[5]。

このほか、一部が中京南通・富船町・蔦元町・好本町・小本本町・太平通・富川町にそれぞれ編入されている。

## 世帯数と人口
2019年（平成31年）1月1日現在の世帯数と人口は以下の通りである。
| 町丁     | 世帯数  | 人口  |
| -------- | ------- | ----- |
| 四女子町 | 412世帯 | 923人 |

## 学区
市立小・中学校に通う場合、学校等は以下の通りとなる。また、公立高等学校に通う場合の学区は以下の通りとなる。
| 番・番地等 | 小学校               | 中学校               | 高等学校 |
| ---------- | -------------------- | -------------------- | -------- |
| 全域       | 名古屋市立常磐小学校 | 名古屋市立長良中学校 | 尾張学区 |

## 交通
- 環状線（名古屋市道名古屋環状線）
- 明石通

## 施設
- 八幡社
- 名古屋スバル 中川四女子店

## その他

### 日本郵便
- 郵便番号 : 454-0822[2]（集配局：中川郵便局[8]）。